# Liste der Straßen und Plätze in Flensburg/L
| Name                                         | Hintergrund | Koordinate                                | Schild |
| -------------------------------------------- | --- | ----------------------------------------- | ------ |
| Landesstraße                                 | In Flensburg existieren verschiedene Straßenverbindungen die als Landesstraßen dienen. Vgl. dort. | Lagen unterschiedlich                     |        |
| Landsknechtstraße Landsknægtgade             | Straßenname mit Bezug zur Duburg. Vgl. Landsknecht | Lage, Neustadt (PLZ 24939)                |        |
| Langberger Weg Langbjergvej                  | Der Langberger Weg, der beim Flensburger Friedhof Friedenshügel beginnt, war früher sehr viel länger, da er mit der westlich in Handewitt liegenden Straße Unterlangberg einen Weg bildete. Dieser ehemals längere Langberger Weg führte nach Langberg, bestehend aus Unterlangberg und Oberlangberg. Der Langberger Weg war früher auch als Burgweg bekannt (vgl. Burgweg). (Vgl. auch Thingplatz (Flensburg)) | Lage, Weiche/Friesischer Berg (PLZ 24941) |        |
| Lange Reihe Lange Række                      | Was dort im Stadtteil Weiche genau eine „Lange Reihe“ bildet, ist offenbar unklar. Anfang der 1920er Jahre entstand im dortigen Gebiet die Eisenbahner-Siedlung „Ruhleben“. Im Jahr 1922 erhielt die Straße ihren offiziellen Namen. | Lage, Weiche (PLZ 24941)                  |        |
| Längs der Bahn                               | Die Straße führt parallel entlang der Eisenbahntrasse in Weiche. | Lage, Weiche (PLZ 24941)                  |        |
| Lärchenhof Lærkegården                       | Benannt nach der Baumart der Lärchen. Mit Hof ist in diesem Fall eine Sackgasse gemeint. Die benachbarten Straßen wurden ähnlich benannt. | Lage, Mürwik (PLZ 24944)                  |        |
| Lars-Christiansen-Platz                      | Der Platzbereich vor der Campushalle erhielt seinen Namen im August 2010. Er wurde offiziell von der Stadt Flensburg nach Lars Christiansen benannt. Ein gelbes Schild weist heute auf den Namen des Platzes hin. | Lage, Sandberg                            |        |
| Lausitzer Weg Lausitzvej                     | Mit dem Ende des Zweiten Weltkrieges kamen viele Flüchtlinge und Heimatvertriebene nach Flensburg. Die Stadt wuchs. Viele Flensburger Straßennamen erinnern an die alte Heimat von Zugewanderten, so auch dieser der nach der Region Lausitz benannt wurde. | Lage, Fruerlund (PLZ 24943)               |        |
| Lautrupsgang                                 | Nach der Müllerfamilie Lautrup benannt, die am nahgelegen Bach die Wassermühle besaß. Vgl. Lautrupsbach | Lage, Jürgensby (PLZ 24937)               |        |
| * Lautrupsweg                                | Nach der Müllerfamilie Lautrup benannt, die am nahgelegen Bach die Wassermühle besaß, Der Lautrupsweg ist heutzutage in Oberer Lautrupsweg und Unterer Lautrupsweg aufgeteilt. Vgl. Lautrupsbach | Lage, Jürgensby/Fruerlund                 |        |
| Leberstraße Lebersgade                       | Benannt nach dem Widerstandskämpfer gegen den Nationalsozialismus Julius Leber. Benachbarte Straßen wurden nach weiteren Widerstandskämpfern benannt. | Lage, Westliche Höhe (PLZ 24937)          |        |
| Lecker Chaussee Læk Landevej                 | Straße Richtung Leck. Der Sage nach soll der Riter Fleno aus Leck gekommen sein. | Lage, Weiche/Friesischer Berg (PLZ 24941) |        |
| Lerchenstraße Lærkegade                      | Benannt nach der Vogelart der Lerchen. Die angrenzenden Straßen sind ebenfalls nach Vogelarten benannt. | Lage, Nordstadt (PLZ 24939)               |        |
| Leuschnerstraße Leuschnersgade               | Benannt nach dem Widerstandskämpfer gegen den Nationalsozialismus Wilhelm Leuschner. Benachbarte Straßen wurden nach weiteren Widerstandskämpfern benannt. | Lage, Westliche Höhe (PLZ 24937)          |        |
| Liebigstraße Liebigsgade                     | Nach Justus von Liebig benannt. | Lage, Südstadt (PLZ 24941)                |        |
| Liliencronweg Liliencronsvej                 | Benannt nach Detlev von Liliencron. | Lage, Westliche Höhe (PLZ 24939)          |        |
| Lilienstraße Liliegade                       | Die Straße hieß ursprünglich „Lillestraat“, was „kleine“ Straße bedeutet. Unweit befindet sich die Große Straße. Bei der Straße befindet sich des Weiteren heute auch das Lille Teater. Der ursprüngliche Name veränderte sich später zu „Lilienstraße“. 1790 gründete Dr. Wilhelm Gottlich Lilie (1751–1804) eine Entbindungsanstalt, die mit der seit 1755 bestandenen Hebammenschule zusammenarbeitete. An besagten Hebammenschule war Lilie im Übrigen auch Vorsteher und Lehrer. Die Entbindungsanstalt, das „Gebärhauses“ wurde oberhalb des Marientores, auf der Nordseite der Marienstraße erbaut. Die Namensänderung ist seit 1835 bezeugt, also noch zu Lebzeiten des Doktors. Es wird daher angenommen, dass die Straße nach ihm benannt wurde. (Eine weitere Straße, nämlich Wilhelminental wurde nach der Tochter des besagten Doktors benannt.) | Lage, Flensburger Innenstadt (PLZ 24937)  |        |
| Lilienthalstraße Lilienthalsgade             | Nach Otto Lilienthal benannt. | Lage, Weiche/Friesischer Berg (PLZ 24941) |        |
| Lindenallee (West) Lindeallé                 | Die in der Nordstadt befindliche Sackgasse führte im 19. Jahrhundert als mit Linden bepflanzte Allee zu einer Ölmühle, die heute nicht mehr existiert. Auch die Linden existieren nicht mehr. Eine zweite, reale Lindenallee existiert heute beispielsweise bei der Marineschule Mürwik (Rotes Schloss). | Lage, Nordstadt (PLZ 24939)               |        |
| * Lindenallee (Ost) Lindeallé                | Die Mürwiker Lindenallee befindet sich mit ihrem Baumbestand aus Linden bei der Marineschule (Rotes Schloss). Die halbkreisförmige Lindenallee wurde als Kulturdenkmal des Stadtteils eingetragen. | Lage, Mürwik                              |        |
| Lise-Meitner-Straße Lise Meitners Gade       | Benannt nach Lise Meitner. | Lage, Südstadt (PLZ 24941)                |        |
| Lornsendamm Lornsendæmningen                 | Benannt nach Uwe Jens Lornsen. | Lage, Westliche Höhe (PLZ 24939)          |        |
| Lornsenhof Lornsengården                     | Benannt nach Uwe Jens Lornsen. | Lage, Westliche Höhe (PLZ 24939)          |        |
| Lornsenstraße Lornsengade                    | Benannt nach Uwe Jens Lornsen. | Lage, Westliche Höhe (PLZ 24939)          |        |
| Ludwig-Dettmann-Straße Ludwig Dettmanns Gade | Benannt nach Ludwig Dettmann. Die Straße geht ab von der Emil-Nolde-Straße. Ein Verbindungsweg führt von der Ludwig-Dettmann-Straße zur Staufenbergstraße. | Lage, Westliche Höhe (PLZ 24937)          |        |
| Ludwigstal Ludvigsdal                        | Das Gebiet gehörte im 19. Jahrhundert zeitweise dem Hufner Ludwig Struve (1817–1881). — Dessen Sohn war Oskar Struve, nach dem der Oscar-Struve-Weg benannt wurde. | Lage, Jürgensby (PLZ 24943)               |        |
| Luisenstraße Louisegade                      | Benannt nach Luise von Preußen. | Lage, Friesischer Berg (PLZ 24937)        |        |
| Lundlücke                                    | Die Straße erhielt den Namen von dem Gebiet, durch welche sie führt. Lundlücke bedeutet wörtlich „Wald-Koppel“. | Lage, Sandberg (PLZ 24943)                |        |
| Lundweg Lundvej                              | Lund bezeichnet einen Wald. Der besagte Wald, der sich dort einst befand, könnte einem Ritter namens Henning gehört haben (vgl. auch Eddeboe). | Lage, Südstadt (PLZ 24941)                |        |
| Lustgartenweg                                | Bei der Straße lag eine Gastwirtschaft, der sogenannte Lustgarten. Die benachbarte Straße trägt den Namen Am Lustgarten. | Lage, Sandberg (PLZ 24943)                |        |
| Lütke-Namens-Weg Lütke Namens Vej            | Benannt nach Lütke Namens. | Lage, Westliche Höhe (PLZ 24943)          |        |
| Lutherpark                                   | Siehe Lutherpark (Flensburg) | Lage, Flensburger Innenstadt (PLZ 24943)  |        |

Fußnoten
1. ↑  Die Duburg, Festung und Schloss auf der westlichen Höhe (Memento des Originals vom 21. Juni 2015 im Internet Archive)  Info: Der Archivlink wurde automatisch eingesetzt und noch nicht geprüft. Bitte prüfe Original- und Archivlink gemäß Anleitung und entferne dann diesen Hinweis., Seite 7 und 10
2. ↑  Vgl. Weiche wo sonst (Memento des Originals vom 7. April 2014 im Internet Archive)  Info: Der Archivlink wurde automatisch eingesetzt und noch nicht geprüft. Bitte prüfe Original- und Archivlink gemäß Anleitung und entferne dann diesen Hinweis., Ausgabe: Februar 2014, Seite 12; abgerufen am: 30. März 2014
3. ↑  Vgl. Rechtschreibung, Lexem: Reihe
4. ↑  Flensburger Tageblatt: 150 Jahre Flensburg-Weiche: Kostbarkeiten aus dem Schuhkarton, vom: 10. Oktober 2013; abgerufen am: 7. April 2018
5. ↑  www.sg-flensburg-handewitt.de: Lars-Christiansen-Platz: Stadt Flensburg sagt „Danke Lars“ (Memento des Originals vom 13. März 2016 im Internet Archive)  Info: Der Archivlink wurde automatisch eingesetzt und noch nicht geprüft. Bitte prüfe Original- und Archivlink gemäß Anleitung und entferne dann diesen Hinweis., abgerufen am 3. März 2015
6. ↑  Dieter Pust: Flensburger Straßennamen. Gesellschaft für Flensburger Stadtgeschichte, Flensburg 2005, ISBN 3-925856-50-1, Artikel: Lilienstraße
7. ↑  dict.cc Deutsch-Dänisch-Wörterbuch: lille
8. ↑  Dieter Pust: Flensburger Straßennamen. Gesellschaft für Flensburger Stadtgeschichte, Flensburg 2005, ISBN 3-925856-50-1, Artikel: Wilhelminental und Lilienstraße
9. ↑  Lutz Wilde: Denkmaltopographie Bundesrepublik Deutschland, Kulturdenkmale in Schleswig-Holstein. Band 2, Flensburg, S. 608
10. ↑  Lutz Wilde: Stadt Flensburg (= Denkmaltopographie Bundesrepublik Deutschland / Kulturdenkmale in Schleswig-Holstein. Band 2). Wachholtz, Neumünster 2001, ISBN 3-529-02521-6, S. 334.
11. ↑  Vgl. Dieter Pust: Flensburger Straßennamen. Gesellschaft für Flensburger Stadtgeschichte, Flensburg 2005, ISBN 3-925856-50-1, Artikel: Lundweg
12. ↑  Flensburger Tageblatt: Zwei Höfe - gewachsen zum Stadtteil, vom: 30. Juli 2011; abgerufen am: 2. März 2015